# Posturale Integration
Posturale Integration (engl. posture: Positur, Körperhaltung, Stellung; das Auftreten, Posieren, Figurieren) ist eine von Jack Painter in den sechziger und siebziger Jahren des 20. Jahrhunderts entwickelte alternativmedizinische Körpertherapiemethode.
Die Methode gründet auf der Rolfingmethode, einer tiefen Bindegewebsmassage, welche von Jack Painter durch Methoden der integrativen Atemarbeit, Gestalttherapie, Methoden aus der Körperpsychotherapie nach Wilhelm Reich und fernöstliche Methoden wie Akupressur erweitert wurde. Die Methode berücksichtigt psychische Prozesse stärker als die Rolfingmethode. In der Methode wird davon ausgegangen, dass alle geistigen, seelischen und körperlichen Prozesse untrennbar miteinander verbunden sind.

## Geschichte
Während seiner Zeit als Professor der Philosophie an der Universität von Miami interessierte sich Painter für die Arbeit mit dem Körper. Er erforschte selbst viele verschiedene Möglichkeiten – Massage, Akupunktur, Zen, Yoga, Gestalttherapie (mit Fritz Perl und Marty Fromm), Techniken, die sich aus der Arbeit von Ida Rolf (mit Bill Williams) ableiten, die Theorien von William Reich in Form von der Vegetotherapie (mit Raffaele Estrada Villa) und viele andere.
Im Laufe der Zeit wuchs sein Interesse an integrierten Einflüssen und Ansichten von diesen verschiedenen Möglichkeiten der effektiven und zusammenhängenden Methoden des persönlichen Wachstums, Selbstentwicklung und Heilung, die in den 1970er Jahren zu einer Entwicklung in Form einer ganzheitlichen Bearbeitung des Körpers führten, die er Postural Integration nannte. Allerdings sagte er aus: „... die Art der Körperarbeit, die ich kreiert habe, ist keine vielseitige Kombination aus Techniken, die ich erfahren oder gelehrt habe – es ist eine außerordentliche Annäherung an die gesamte Persönlichkeit“.

## Anwendung
Der PI-Praktizierende arbeitet gleichzeitig mit der Tiefengewebsmassage, Atemübungen und Energieflüssen.
Während der Sitzungen wird der emotionale Ausdruck unterstützt und gefördert. Zusätzliche Annäherungen beinhalten Bodymind Drama und Bewegungsbewusstsein. Das Endziel der Postural Integration ist es, die Fähigkeit zu erlangen, den Bodymind zu vereinen – das heißt, den Körper, die Gefühle und die innere Einstellung des Patienten in Einklang zu bringen.
Im Zuge von mehr als zehn Sitzungen – eine Sitzung dauert normalerweise 60 bis 90 Minuten – wird der Postural-Integration-Prozess gebildet aus: beeinflussender tiefer Lockerung und der Umgestaltung des Schmerzempfindens, kombiniert mit sanfter energetischer Arbeit, Akupressur und Elementen des Fünf-Phasen-Systems.
Postural Integration wird gelehrt und praktiziert in Europa, USA, Kanada, Mexiko, Südafrika und Australien. Lehrgänge und Ausbilder der Postural Integration sind zusammengeschlossen in der Organisation International Council of Psycho Corporal (Bodymind) Integration Trainers.
In den 1990er Jahren entwickelte sich die Psychotherapeutic Postural Integration aus der Postural Integration, ein anerkanntes Verfahren der European Association for Body Psychotherapy.
Sofern die in der Posturalen Integration angewandten Methoden manualisierbar sind, entsprechen sie jenen vieler anderer in der deutschen Gesellschaft für Körperpsychotherapie zusammengeschlossenen körperpsychotherapeutischen Methoden.
Nach Angaben der DGK sollen körperpsychotherapeutische Behandlungsverfahren das häufigste angewandte Zweitverfahren in der Psychotherapie sein.